# Neosalangichthys ishikawae
Neosalangichthys ishikawae  — вид корюшкоподібних риб родини Саланксові (Salangidae). 
Довжина тіла сягає 7,4 см. Мешкає в узбережних водах Японії.